# Concert du nouvel an 1991 à Vienne
Le concert du nouvel an 1991 de l'orchestre philharmonique de Vienne, qui a lieu le 1er janvier 1991, est le 51e concert du nouvel an donné au Musikverein, à Vienne, en Autriche. Il est dirigé pour la deuxième fois par le chef d'orchestre italien Claudio Abbado, trois ans après sa précédente apparition.
Johann Strauss II y est toujours le compositeur principal, mais ses frères Josef et Eduard (de retour au programme après six ans) sont représentés, respectivement avec deux et une pièces, et leur père Johann présente une seconde œuvre en plus de sa célèbre Marche de Radetzky qui clôt le concert. Joseph Lanner est également de nouveau entendu depuis neuf ans, et Franz Schubert y est joué pour la seconde et dernière fois après 1978 (un galop et huit écossaises). Par ailleurs,  c'est la première et unique fois qu'une œuvre de Gioachino Rossini (ouverture de La Pie voleuse) est interprétée lors d'un concert du nouvel an au Musikverein. Wolfgang Amadeus Mozart (une contredanse et deux danses allemandes) y est aussi joué pour la première fois. Il ne sera plus entendu au concert avant 2006.
Six pièces sur les dix-sept au total sont jouées pour la première fois au concert du nouvel an.

## Programme
Les pièces suivies d'un astérisque (*) sont jouées pour la première fois.

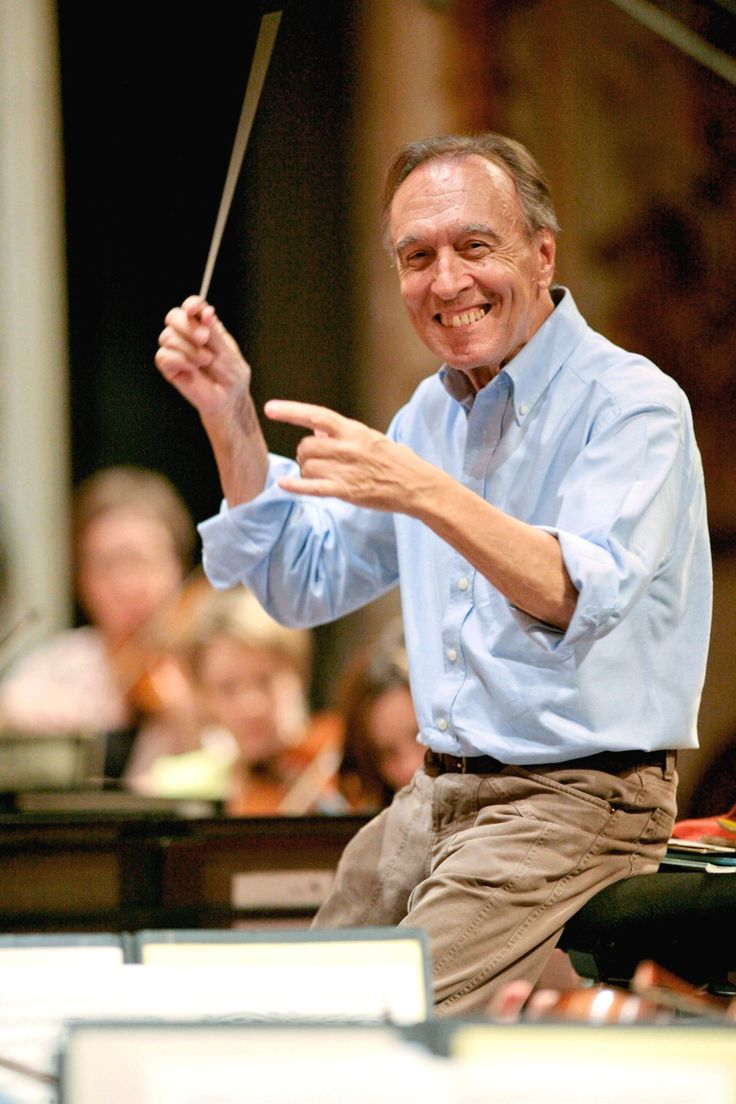
Claudio Abbado (en 2006)

### Première partie
1. Gioachino Rossini : ouverture de l'opéra La Pie voleuse*
2. Josef Strauss : Die tanzende Muse, polka-mazurka, op. 266
3. Franz Schubert : un galop et huit écossaises tirées de l'opus 49, D735, pièce à l'origine pour piano, orchestrée par Bruno Maderna*
4. Joseph Lanner : Die Werber, valse, op. 103
5. Johann Strauss : Seufzer-Galopp, galop, op. 9

### Deuxième partie
1. Johann Strauss II : ouverture de l'opérette Waldmeister
2. Wolfgang Amadeus Mozart : contredanses KV 609, no 1 & no 3*
3. Wolfgang Amadeus Mozart : danse allemande en do majeur, KV 605 (es) no 3, Le Voyage en traîneau*
4. Josef Strauss : Aquarellen, valse, op. 258
5. Johann Strauss II : Freikugeln, polka rapide, op. 326
6. Eduard Strauss : Carmen-Quadrille, quadrille, op. 134*
7. Johann Strauss II : Kaiserwalzer, valse, op. 437
8. Johann Strauss : Piefke und Pufke, polka, op. 235
9. Johann Strauss II : Furioso-Polka, polka, op. 260*

### Rappels
1. Johann Strauss II : Stürmisch in Lieb’ und Tanz, polka rapide, op. 393
2. Johann Strauss II : Le Beau Danube bleu, valse, op. 314
3. Johann Strauss : Marche de Radetzky, marche, op. 228